# Xinzhuang
Xinzhuang (chiń. upr. 新庄区; chiń. trad. 新莊區; pinyin Xīnzhuāng qū; Wade-Giles Hsin-chuang ch’ü; pe̍h-ōe-jī Sin-chng-khu) – dzielnica (chiń. 區, qū) miasta wydzielonego Nowe Tajpej na Tajwanie. Znajduje się w zachodniej części miasta. 
23 czerwca 2009 komitet przy Ministrze Spraw Wewnętrznych Republiki Chińskiej zarekomendował przekształcenie dotychczasowego powiatu Tajpej (chiń. trad. 臺北縣; pinyin Taibei xiàn) w miasto wydzielone; wszystkie miasta (chiń. 市, shì), jak Xinzhuang, i gminy wchodzące w skład powiatu zostały przekształcone w dzielnice (chiń. 區, qū). Ustawa weszła w życie 25 grudnia 2010 roku.
Populacja dzielnicy Xinzhuang w 2016 roku liczyła 414 156 mieszkańców – 211 695 kobiet i 202 461 mężczyzn. Liczba gospodarstw domowych wynosiła 150 767, co oznacza, że w jednym gospodarstwie zamieszkiwało średnio 2,75 osób.

## Demografia (2010–2016)
| Rok  | Liczba ludności | Gęstość zaludnienia | Kobiety | Mężczyźni | Gospodarstwa domowe |
| ---- | --------------- | ------------------- | ------- | --------- | ------------------- |
| 2010 | 402 204         | 20 376              | 203 409 | 198 795   | 136 750             |
| 2011 | 404 089         | 20 472              | 204 865 | 199 224   | 139 207             |
| 2012 | 407 012         | 20 620              | 206 653 | 200 359   | 142 061             |
| 2013 | 409 760         | 20 759              | 208 284 | 201 476   | 144 609             |
| 2014 | 411 711         | 20 858              | 209 724 | 201 987   | 147 092             |
| 2015 | 413 243         | 20 936              | 210 791 | 202 452   | 149 116             |
| 2016 | 414 156         | 20 982              | 211 695 | 202 461   | 150 767             |